# Udana naiwność (KV 51)
Udana naiwność (La finta semplice, KV 51/KV 46a) – trzyaktowa opera buffa Wolfganga Amadeusa Mozarta. Autorem libretta jest Marco Coltellini.

## Osoby
- Fracasso, kapitan – tenor
- Simone, lejtenant Fracasso – bas
- Don Cassandro, bogaty mężczyzna – bas
- Don Polidoro, brat Don Cassandro – tenor
- Giacinta, siostra Don Cassandro – kontralt
- Ninetta, pokojówka – sopran
- Rosina – siostra Fracasso – sopran

## Historia powstania
Utwór powstał na zamówienie cesarza Józefa II w 1768 roku. Libretto jest oparte na wcześniejszym tekście autorstwa Carlo Goldoniego. Do premiery w Wiedniu jednak nie doszło, ponieważ dzierżawca teatrów dworskich Giuseppe Afflisio uznał, że opera napisana przez dwunastoletniego Mozarta na pewno odniesie fiasko. Dlatego premiera miała miejsce dopiero 1 maja 1769 r. w Salzburgu.